# Szent Péter apostol székfoglalása
Szent Péter apostol székfoglalásának ünnepét február 22-én tartja a római katolikus egyház, amikor arra emlékezik, hogy Krisztus Péter apostolt az egész keresztény egyház fejévé emelte. Ő volt az egyház első vezetője, így Róma későbbi püspökei, a pápák, az ő utódai. Az ünnep a Péter apostolra alapozott egyház egységét fejezi ki.

## Eredete
A római katolikus hagyomány szerint Péter apostol 42-ben Rómában megalapította a Római egyházmegyét, majd csaknem egy évtizeden át Antióchia püspöke is volt. Ennek emléke ez az ünnep.

## Története
354-ben, a Depositio Martyrum említi először ezt az ünnepet Natale Petri de cathedra néven, mint Péter tanító székének ünnepét, az apostolra alapított Egyház egységének kifejezését. Az ünnep napját február 22-re, egy őspogány népünnep, a Caristia napjára tették, hogy az ősök tisztelete helyett az ókeresztények kultuszát mozdítsák elő.
A VIII. század vége felé az ünnepben Szent Péter antiochiai püspökségének emlékét emelték ki.
Szent Péter római székfoglalását január 18-án külön ünnepelték az 1960-ig, amikor XXIII. János pápa a két ünnepet összevonta február 22-re.

## Jelentése, jelentősége
A második vatikáni zsinat Lumen gentium kezdetű dogmatikus konstitúciója kifejti, hogy "... amint az Úr rendelkezése alapján Szent Péter és a többi apostol egyetlen apostoli kollégiumot alkot, úgy kapcsolódnak egymáshoz a római püspök, Szent Péter utóda, meg a püspökök, az apostolok utódai." Ebből következik, hogy Róma püspöke, aki Péter katedráján ül, folytatja az egyházban a péteri dimenziót, vagyis Péter apostol általa teljesíti krisztusi megbízatását.

## Néphagyományok, népszokások
A germán népeknél tavaszkezdő nap. Mivel sok évben a farsang végére esik, vendégeskedéssel, zajkeltéssel, télkiűző szertatással vagy szalmabáb elégetésével ünneplik meg.
Magyarországon egy félreértés következtében szerencsétlen napnak számít. Csefkó Gyula nyelvész a Népünk és nyelvünk című folyóiratban 1934-ben publikált cikkében kifejti, hogy az ünnep hivatalos egyházi elnevezését a középkorban valószínűleg így fordították magyarra: Szent Pétörnek ű székössége, és ebből olvasta ki a népnyelv az üszögös Szent Péter alakot. (Az 1506-os Winkler-kódexben Vzöghes zent petör Apastal néven szerepel.) Mivel az üszög vagy üszök veszélyes sebfertőzést, a gabonát tönkretevő gombafertőzést és a gyümölcsfákon a kései fagy okozta sérülést jelent, a néphit negatív tulajdonságokkal ruházta fel ezt a napot. Bálint Sándor néprajzkutató Ünnepi kalendárium című írása szerint ezen a napon a szegedi asszonyok „nem nyúlnak lisztbe, mert majd üszögös lesz a búza. Libát, tyúkot nem jó ültetni, mert üszögös lesz a tojás, vagyis megfeketedik és nem kél ki.”